# جان اریس
جان اریس (انگلیسی: Jon Erice؛ زادهٔ ۳ نوامبر ۱۹۸۶) بازیکن فوتبال اهل اسپانیا است.
از باشگاه‌هایی که در آن بازی کرده‌است می‌توان به باشگاه فوتبال آپولون لیماسول، باشگاه فوتبال هرکولس، باشگاه فوتبال ونکوور وایتکپس، باشگاه فوتبال اوئسکا، باشگاه فوتبال رئال اویدو، باشگاه فوتبال آلباسته بالومپیه، باشگاه فوتبال اوساسونا، باشگاه فوتبال کادیس، و باشگاه فوتبال مالاگا اشاره کرد.